# Maireana
Genre
Classification phylogénétique
Le genre Maireana fait partie de la famille des Chenopodiaceae selon la classification classique de Cronquist (1981) ou des Amaranthaceae selon la classification phylogénétique. Il comprend 58 espèces, toutes endémiques en Australie.
Ce sont des herbes ou des buissons ; ce sont des plantes dioïques ou hermaphrodites.